# 京極高豊
京極 高豊（きょうごく たかとよ）は、江戸時代前期から中期の大名。讃岐国丸亀藩の第2代藩主。丸亀藩京極家4代。

## 生涯
播磨龍野藩主・京極高和の次男。高和は高豊出生から3年後の万治元年（1658年）に丸亀藩へ移封となった。寛文2年（1662年）に父の死により家督を継いだ。
寛文4年（1664年）、曾祖母常高院の所領であった近江蒲生郡内の1400余石を加増され、このうち3000石を義兄高房（元は高和の養嗣子であったが高豊の誕生により家督を継げなかった）へ分知した。寛文12年（1672年）、幕府に請願して近江の所領と播磨国2村を交換し、同地にあり京極家歴代の菩提寺であった近江清滝寺を復興し、付近に散在していた墓碑を1か所に集めて整理し三重塔を寄進し、歴代当主の墓を集めて並べ、寺院名を父の法名に基づき徳源院と改めた。この三重塔は現在、滋賀県の指定文化財に指定されている。
延宝2年（1674年）、桜田久保町に上屋敷を建設し、駿河台狩野派の絵師田中八兵衛に鳳凰、牡丹、菊、四季山水、吉野竜田などを題材にする華やかな屏風類を製作させた。高豊は絵画に非常に堪能であったといい、野々村仁清にこの屏風絵をそのまま描いた壷を発注した文書が残り、その芸術的才能の片鱗をうかがわせる。仁清窯と京極家の関わりは高豊に始まると伝わる。延宝4年（1676年）に丸亀城に移った。貞享5年（1688年）には城下町近くの下金倉村に庭園を築き、万象園と名付けた。京極家の故地である近江の琵琶湖を模した池を中央に置き、近江八景を配したこの庭園は、日本三大海浜庭園の一つに数えられる。この間延宝9年（1681年）に叙任されている。
元禄7年（1694年）、江戸からの帰国中に天然痘を患い、播磨国加古川において40歳で死去した。跡を五男の高或が継いだ。
『土芥寇讎記』では悠然とし温和であると評され、学もあり、家臣の善悪を把握していたとされている。また、元々かなりの相撲好きであったがそれを止めたことが記されている。

## 系譜
- 父：京極高和（1619年 - 1662年）
- 母：房子 - 側室
- 正室：玉姫 - 土佐国高知藩主山内豊昌の娘
- 継室：市子（鍋姫、松壽院） - 上野国厩橋藩主で老中並酒井忠挙の娘。
  - 五男：京極高或（1692年 - 1724年）
- 側室：梅子
  - 長女：稲子 - 菊姫。酒井忠挙の養女として遠江国浜松藩主松平信祝正室
  - 次女：辨子 - 遠江国横須賀藩主西尾忠尚正室。のち忠尚は高或の次男を養嗣子として迎え、西尾忠需として相続させた。
- 側室
  - 四男：京極高通（1691年 - 1743年） - 1万石分知。多度津藩初代藩主。
- 生母不明の子女
  - 男子 - 六角氏郷養子。ただし信憑性に難あり。

継室の市子（法名：松寿院、福岡藩主黒田光之外孫）との間に4男1女を儲け、このうち高或が嫡子となった。側室の梅子との間には長女・稲子、次女・辨子を儲けた。四男の高通は別の側室の所生で、1万石を分与され多度津藩主となった。
六角氏郷の養子となった男子はすなわち佐々木源氏の宗家を継いでいる、ということになるが、六角氏郷の存在そのものが信憑性を疑問視されている。
また、のちに福岡藩黒田家が多度津京極家から養子黒田治高を迎えるにあたり、同族の佐々木氏であることに加え、高豊継室の市子との縁から選ばれたとされている。市子の実親である酒井忠挙の正室筑姫は、福岡藩第3代藩主黒田光之の娘であった。ただし上記の一覧からわかるように、多度津京極家と市子の間に血縁はない。多度津初代高通の子の京極高慶の七男が黒田治高（初名は京極高幸→黒田高幸）である。高慶の正室は上総国久留里藩主黒田直純の娘であるが、黒田直純は姓こそ同字ながら、佐々木源氏の黒田氏とは別系統である上に、治高はこの正室の子ではない。